# Cervonîi Stav, Krînîcikî
Cervonîi Stav (în ucraineană Червоний Став) este un sat în comuna Drujba din raionul Krînîcikî, regiunea Dnipropetrovsk, Ucraina.

## Demografie
Componența lingvistică a localității Cervonîi Stav
     Ucraineană (94,44%)
     Rusă (3,7%)
     Belarusă (1,85%)
Conform recensământului din 2001, majoritatea populației localității Cervonîi Stav era vorbitoare de ucraineană (94,44%), existând în minoritate și vorbitori de rusă (3,7%) și belarusă (1,85%).